# Nejib Belkadhi
Nejib Belkadhi (arabe : نجيب بلقاضي), né le 13 mai 1972 à Tunis, est un acteur, réalisateur et producteur tunisien.

## Biographie
Il naît dans une famille de l'ancienne notabilité tunisoise : l’ancêtre des Belkadhi, d'origine turque et installé en Tunisie au XVIIe siècle, exerçait probablement la fonction de juge d'où le nom patronymique, ses descendants se distinguant dans la production de la chéchia jusqu'au XIXe siècle. Plus tard, avant la fin du XIXe siècle, on y trouve des religieux réputés, basés dans la capitale Tunis.
Néjib Belkadhi poursuit des études en gestion et marketing à l'Institut des hautes études commerciales de Carthage avant de faire ses premiers pas au cinéma et au théâtre comme acteur dans des productions comme La Danse du feu de Salma Baccar (1995) et L'école des femmes de Mohamed Kouka (1995). Il se fait connaître du grand public grâce à son rôle de jeune premier dans le feuilleton à succès El Khottab Al Bab de Slaheddine Essid entre 1997 et 1998.[réf. nécessaire]

## Œuvres
Il fait ses premiers pas dans la réalisation sur Canal+ Horizons, en 1998, dans un magazine de court format couvrant les Journées cinématographiques de Carthage. Dans la foulée, il propose le concept de ce qui va devenir le plus grand succès de la chaîne : l'émission culte Chams Alik, un magazine satirique qui marque un tournant dans le paysage audiovisuel tunisien. Il en est le concepteur, le réalisateur et le co-présentateur. L'émission permet de lancer plusieurs jeunes nouveaux visages dans le cinéma, le théâtre et la télévision à l'instar de Saoussen Maalej et Lotfi Abdelli entre-autres. L'aventure dure deux ans (1999-2001) et s'arrête avec la fermeture de la chaîne en octobre 2001.
En 2002, il fonde Propaganda Production avec son ami Imed Marzouk. Il réalise et produit le faux reality show polémique Dima Labess pour Canal 21. Il s'agit d'une satire au vitriol de la société tunisienne à travers le parcours journalier d'une famille tunisienne moyenne pendant les vacances d'été puis pendant le ramadan. En 2003, il apparaît dans le long métrage Bedwin Hacker de Nadia El Fani.
En 2005, il réalise le court métrage Tsawer d'après un scénario de Souad Ben Slimane. VHS Kahloucha, long métrage documentaire produit en 2006, est sa réalisation la plus connue. Le film connaît un succès international retentissent dans de grands festivals : il est présenté la première fois au Festival de Cannes dans la section « Tous les cinémas du monde ». L'aventure continue avec le prix du meilleur film documentaire au Festival international du film de Dubaï en décembre 2006 et une sélection en compétition officielle dans la section « world documentary » au Festival du film de Sundance en janvier 2007. Il récolte sept prix dans différents festivals mondiaux.

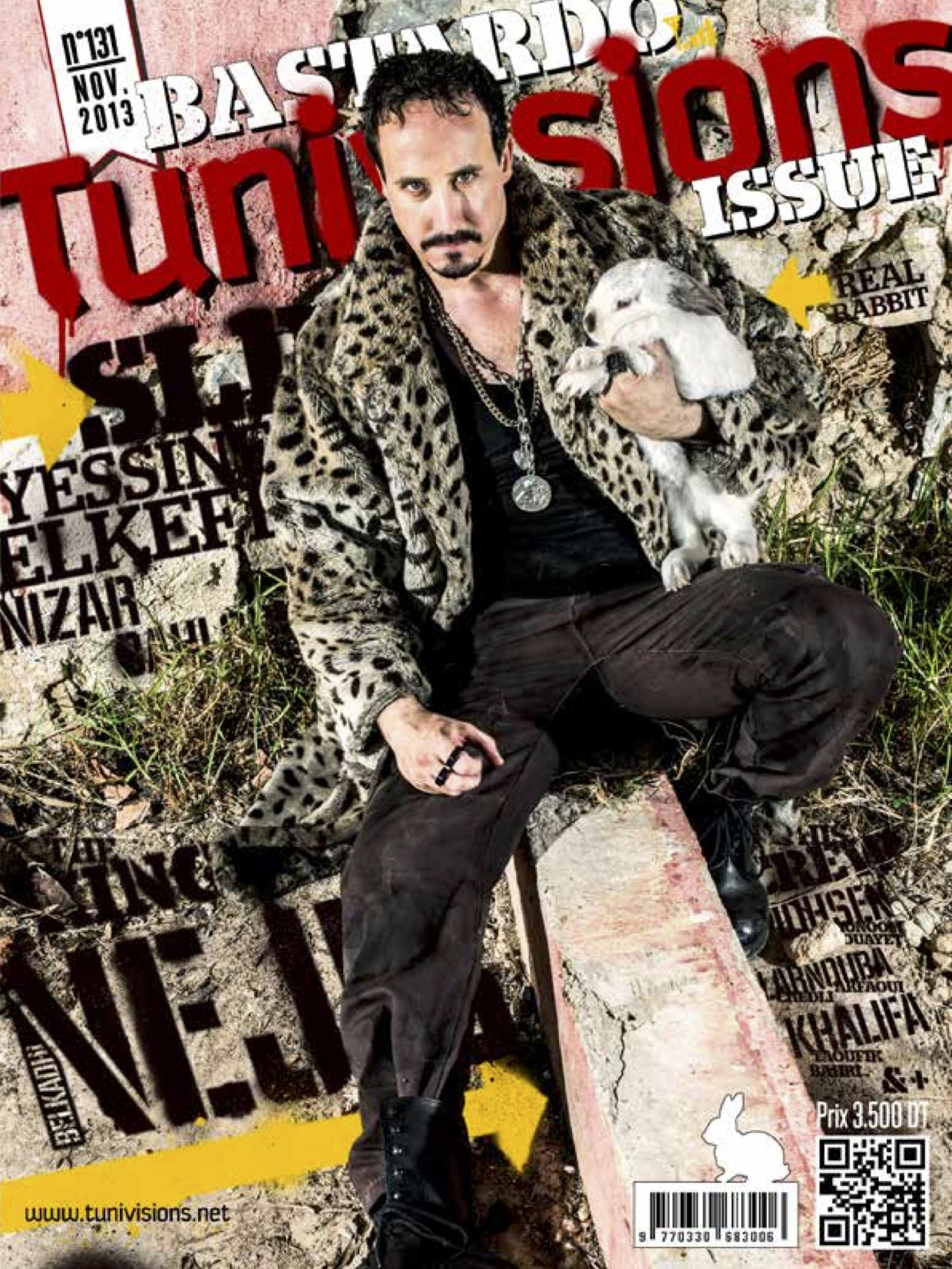
Néjib Belkadhi sur la couverture de Tunivisions en novembre 2013.

Son film de fiction Bastardo (en) (2013) est projeté pour la première fois lors de la 38e édition du Festival international du film de Toronto dans la section Contemporary World Cinema (cinéma international contemporain). Le film sort dans les salles tunisiennes en décembre 2013 ; il participe à plusieurs festivals et remporte treize prix dont le prix du meilleur film au Festival du cinéma d'Afrique, d'Asie et d'Amérique latine de Milan, le prix du meilleur film au Festival international du cinéma méditerranéen de Tétouan et le prix du meilleur film au Festival international du film d'Alexandrie.
Pour la promotion de son film Bastardo, il fait la couverture du magazine people Tunivisions en novembre 2013.
En septembre 2014, il participe à la vidéo de la campagne de lutte contre les violences faites aux femmes de l'association Beity Tunisie ; la vidéo est réalisée par Hinde Boujemaa.
Le 1er octobre 2014, à l'occasion des élections législatives en Tunisie, il sort un long métrage documentaire, Sept et demi. Tourné pendant la transition démocratique en 2011, le film dissèque une société qui s'achemine pour la première fois de son histoire vers des élections démocratiques.
En 2015, il interprète le rôle de Yahya dans la série télévisée tunisienne Lilet Chak du réalisateur Majdi Smiri et de la scénariste Dorra Fazaa, diffusée sur la chaîne Attessia TV ; il y joue aux côtés de Dorra Zarrouk et Mouna Noureddine. Il reçoit le prix du meilleur acteur pour son rôle aux Romdhane Awards attribués par Mosaïque FM.
En 2017, il enchaîne deux courts métrages en tant qu'acteur principal : Quand le soleil commence à pleurer de Kaïs Mejri et Astra de Nidhal Guiga. En juillet, il commence par ailleurs la préparation de son nouveau long métrage, Regarde-moi, pour un tournage prévu en septembre entre la France et la Tunisie.

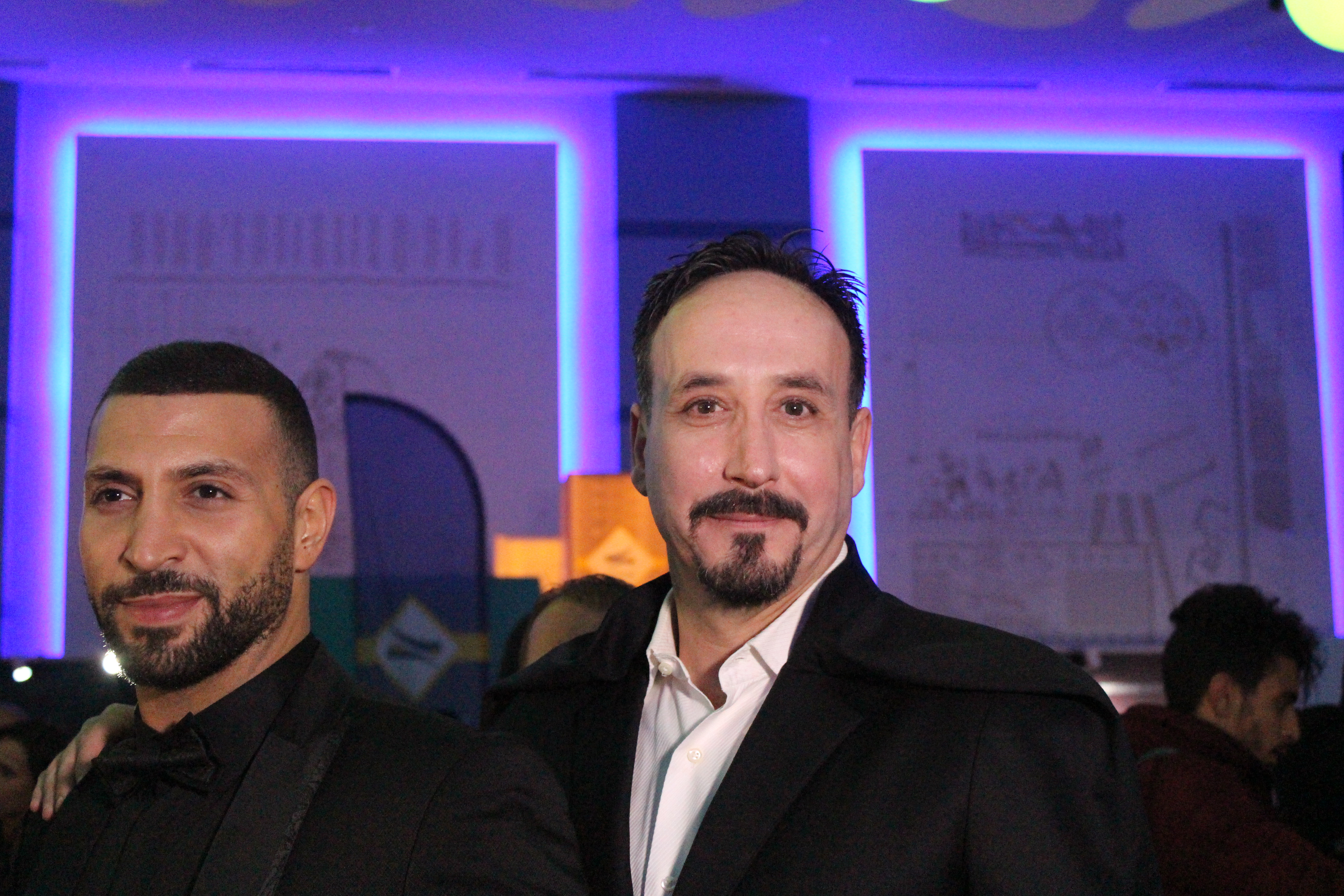
Belkadhi avec Nidhal Saadi aux Journées cinématographiques de Carthage 2018.

Courant 2018, il joue le rôle du général Osman, l'un des rôles principaux de la série Tej El Hadhra de Sami Fehri et dont la diffusion a lieu pendant la première quinzaine du mois de ramadan. Son film Regarde-moi participe à plusieurs festivals internationaux, dont le Festival international du film de Toronto, le Festival international du film de Marrakech où Nidhal Saadi (ar), acteur principal du film, se voit décerner le prix du meilleur acteur et le FESPACO où il remporte le prix du meilleur scénario.
Durant le ramadan 2019, il joue l'un des rôles principaux dans la série L'Affaire 460 de Majdi Smiri.
En juillet 2021, en marge du Festival de Cannes, il est nommé parmi les 101 personnalités du cinéma arabe les plus influentes par l'Arab Cinema Center.
La même année, son film de fiction, Communion, est écrit en quatre jours et filmé chez lui pendant la pandémie de Covid-19 avec la participation de l'actrice Souhir Ben Amara et de son chat Faouzi ; le film est projeté en décembre 2021 en compétition officielle au Festival international du film de la Mer Rouge. Le 10 mars 2022, il remporte le grand prix de la onzième édition du Festival du film africain de Louxor (en) ; le film remporte aussi le prix du meilleur film étranger au New York City International Film Festival.
Il est le maître de cérémonie d'ouverture et de clôture des Journées cinématographiques de Carthage 2021 dont il assure la conception et la mise en scène.
Courant 2023, il écrit et réalise un nouveau documentaire, Numbers, dont la sortie est prévue en 2024. Le film traite du sujet de l'immigration illégale et son tournage s'effectue en Tunisie, en Italie, en France et en Allemagne.

## Filmographie

### Acteur

#### Cinéma
- 1994 : La Danse du feu de Salma Baccar : Mimouni
- 1998 : Demain, je brûle de Mohamed Ben Smaïl (ar) : Elyes
- 2000 : La Saison des hommes de Moufida Tlatli : Sami
- 2002 : La Boîte magique de Ridha Béhi
- 2003 : Bedwin Hacker de Nadia El Fani
- 2015 : Ghasra (court métrage) de Jamil Najjar : Nejib Belkadhi
- 2017 : Quand le soleil commence à pleurer de Kaïs Mejri : Samy
- 2018 : Astra de Nidhal Guiga

#### Télévision
- 1996-1997 : El Khottab Al Bab de Slaheddine Essid, Ali Louati et Moncef Baldi : Ahmed Taouab
- 1998 : Il tesoro di Damasco de José María Sánchez (it) (téléfilm) : Samir
- 2004 : Loutil de Slaheddine Essid : le décorateur
- 2008 : Weld Ettalyena de Nejib Belkadhi
- 2015 : Lilet Chak de Majdi Smiri : Yahia Ben Abdallah
- 2016 : Le Président de Jamil Najjar : Louay Saïd
- 2018 : Tej El Hadhra de Sami Fehri : Général Osman
- 2019 : L'Affaire 460 de Majdi Smiri : Malek Ben Jaâfar
- 2021-2022 : 13 rue Garibaldi d'Amine Chiboub
- 2025 : El Fetna de Saoussen Jemni : Kaïs

#### Théâtre
- 1995 : L'École des femmes de Mohamed Kouka
- 1998 : Les Oiseaux du paradis d'Elyes Baccar

### Réalisateur

#### Cinéma
- 2005 : Tsawer (court métrage de fiction)
- 2006 : VHS Kahloucha (long métrage documentaire)
- 2013 : Bastardo (en) (long métrage de fiction)
- 2014 : Sept et demi (long métrage documentaire)
- 2018 : Regarde-moi (long métrage de fiction)
- 2021 : Communion (long métrage de fiction)
- 2023 :
  - Numbers (long métrage documentaire)
  - Sud (long métrage de fiction)

#### Télévision
- 1999-2001 : Chams Alik sur Canal+ Horizons
- 2002 : Dima Labess sur Canal 21
- 2008 : Weld Ettalyena (série télévisée)
- 2020 : L'Animatrice et le clochard (web-série)

### Producteur
- 2006 : Le Tarzan des Arabes (long métrage documentaire)
- 2017 : Quand le soleil commence à pleurer de Kaïs Mejri

### Émissions
- 2013 : Klem Ennas de Lobna Noaman sur El Hiwar El Tounsi : invité de l'épisode 3 de la saison 2
- 2014 : Maghreb Orient Express (« Bastardo est assez attendu à Beyrouth ») sur TV5 Monde : invité
- 2021 : Fekret Sami Fehri de Hédi Zaiem (ar) sur El Hiwar El Tounsi : invité de l'épisode 9 de la saison 3 (partie 4)

## Décorations
- Chevalier de l'Ordre tunisien du Mérite (2007)[14].